# Nekropole von Prunittu

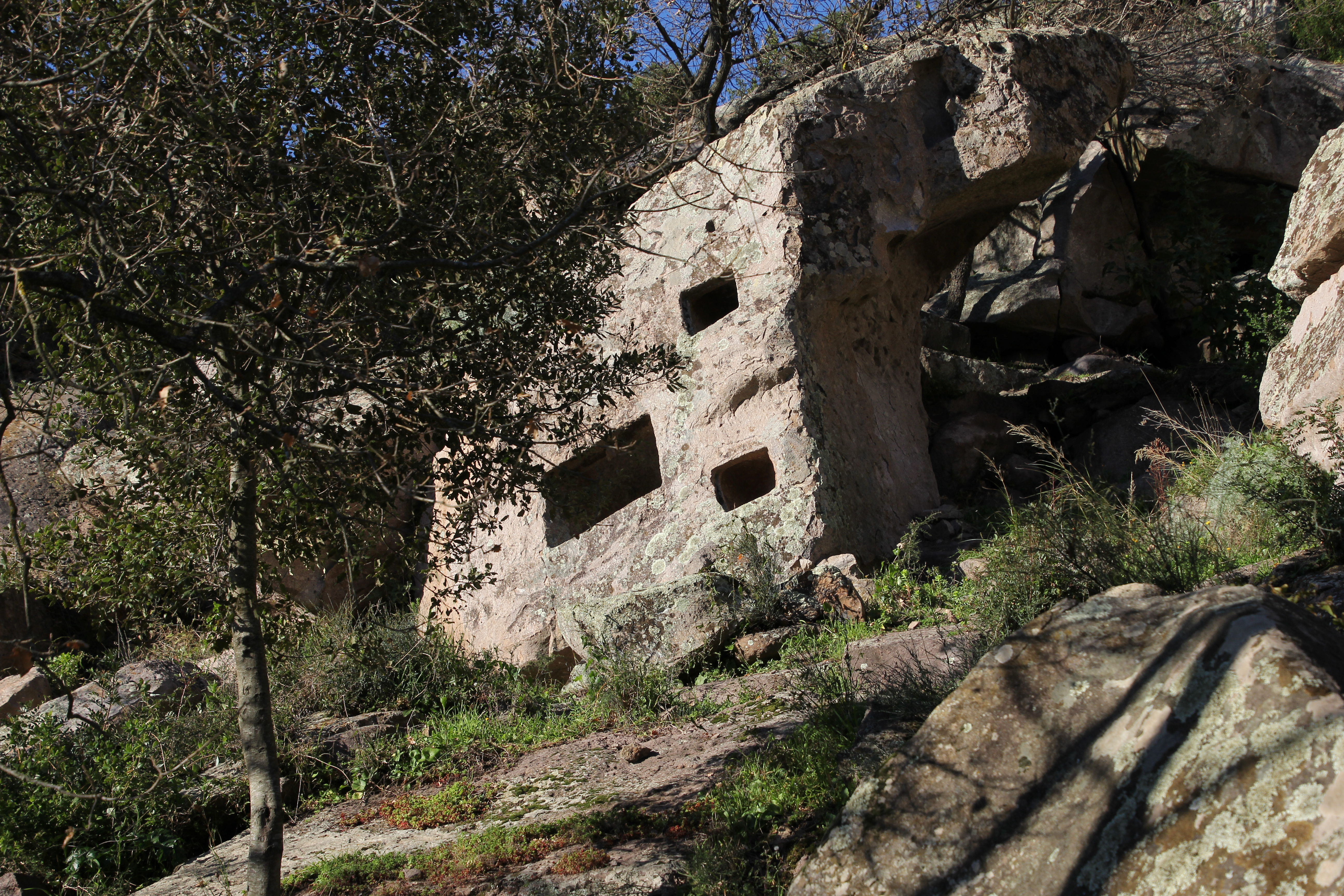
Nekropole von Prunittu

Die Nekropole von Prunittu ist eine etwa 200 m lange Felsgräbernekropole mit 27 Domus de Janas im Weiler Sorrana, etwa einen Kilometer südwestlich von Sorradile in der Provinz Oristano auf Sardinen.
Die meisten der Hypogäen der Nekropole sind leicht zu erreichen. Einige Eingänge liegen aber bis zu vier Meter vom Boden entfernt in einer vertikalen Trachytwand. Fast alle bestehen aus miteinander verbundenen, hauptsächlich längsgerichteten Kammern, die nur gelegentlich von Seitenkammern begleitet werden.
Die Gräber sind gemeinhin nach Süden und Südwesten ausgerichtet. Es gibt gerade und gebogene Kammerwände. Die Ecken sind jedoch stets gerundet. Die Decken sind prinzipiell gerade. Das interessanteste ist Grab X, Sa Cresia (die Kirche) genannt. Es ist vielzellig mit einem unregelmäßig trapezoiden Grundriss. An der Rückwand des Raumes über dem Boden liegen Zugänge zu den nächsten Kammern. Über dem zentralen Zugang liegt ein beachtlicher „falscher Architrav“.
Die Nekropole wurde in den 1980er Jahren untersucht.

Nekropole von Prunittu
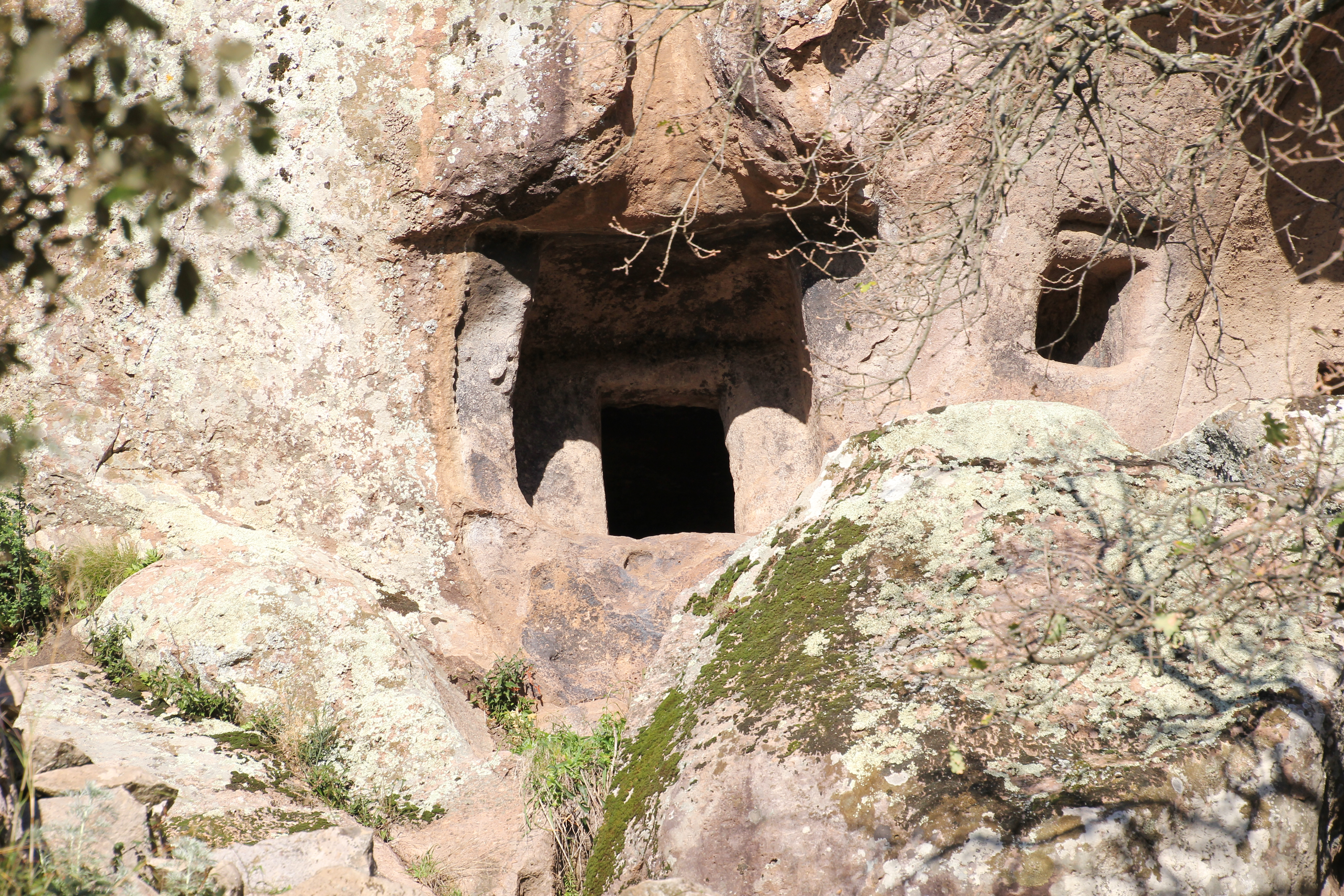
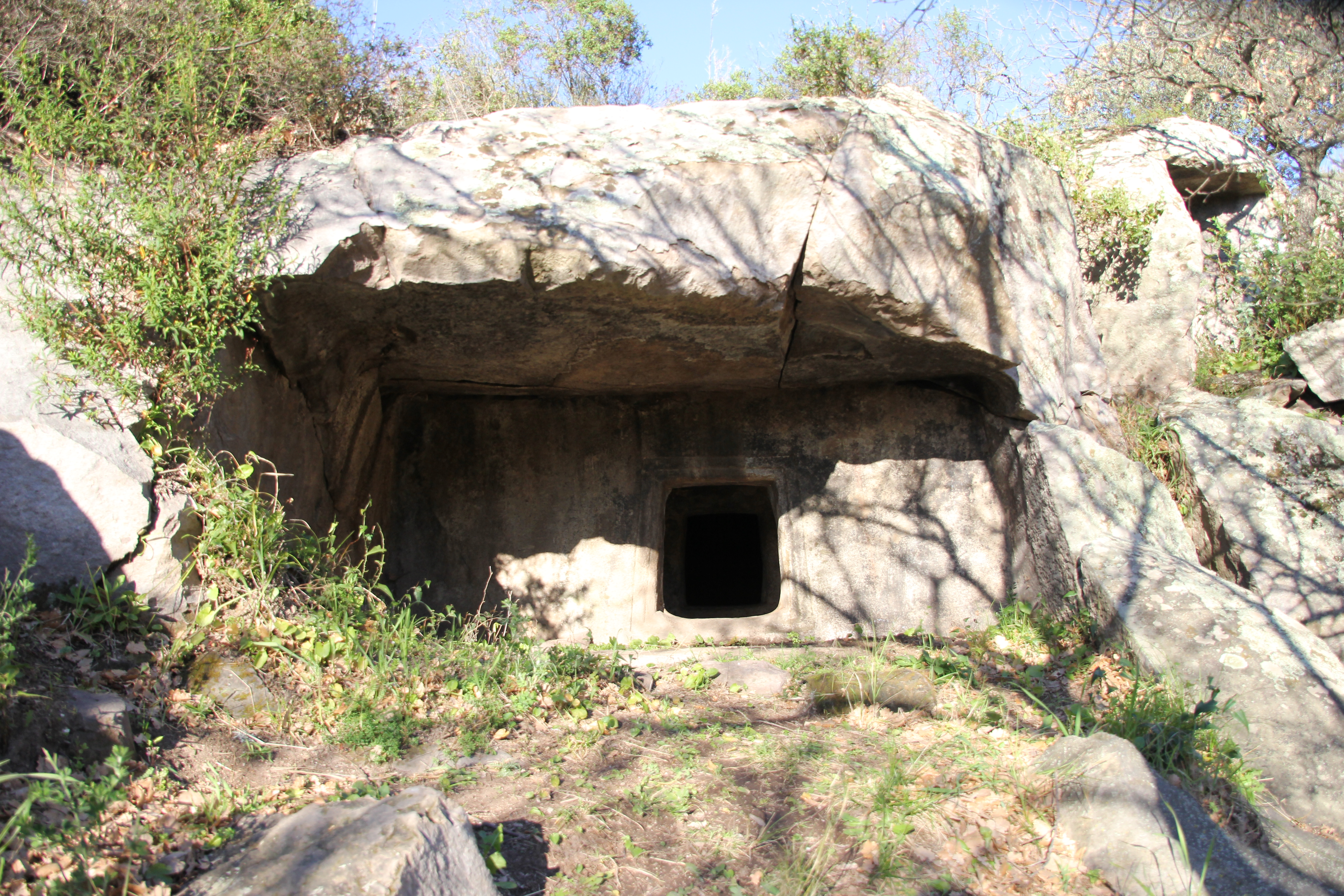
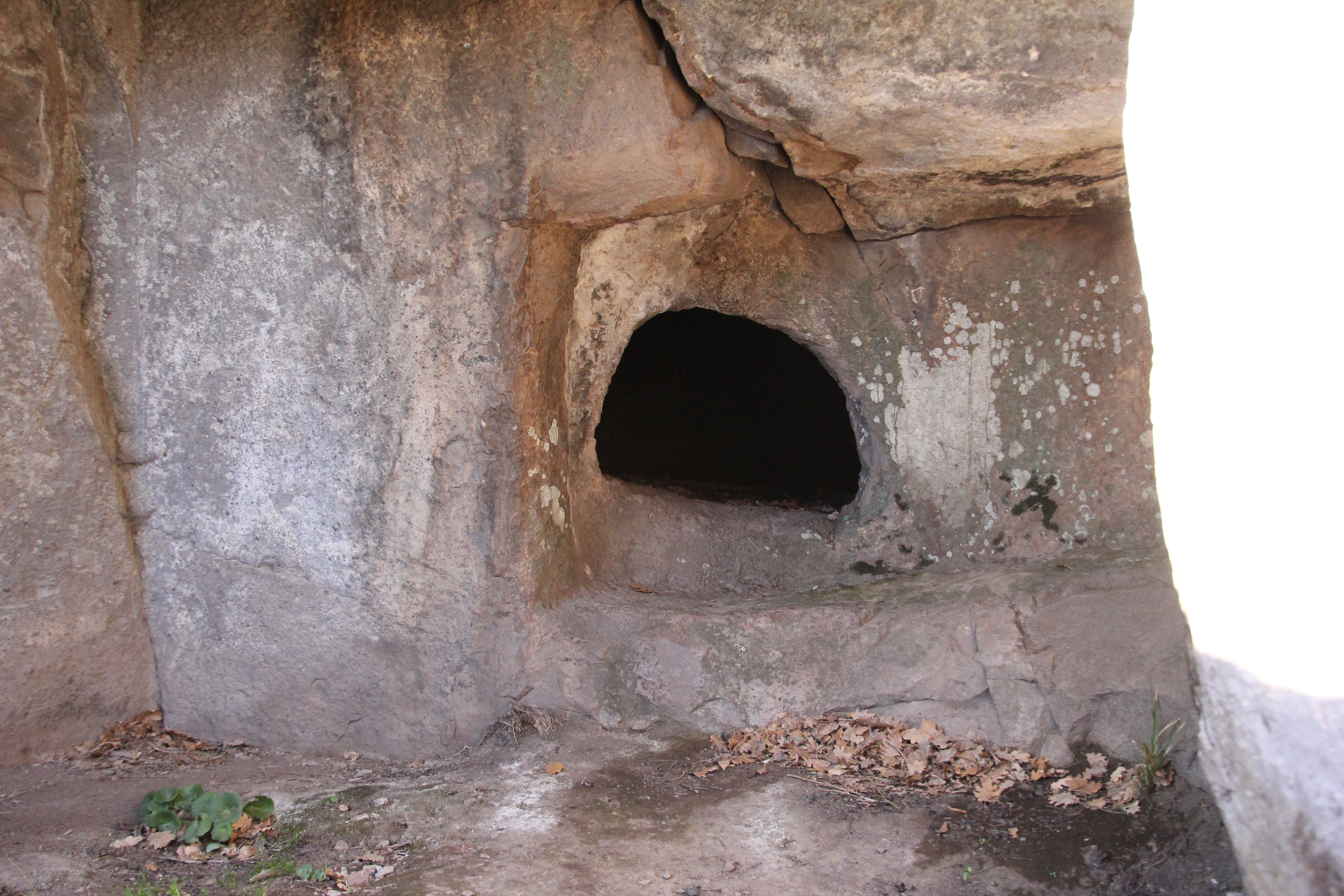
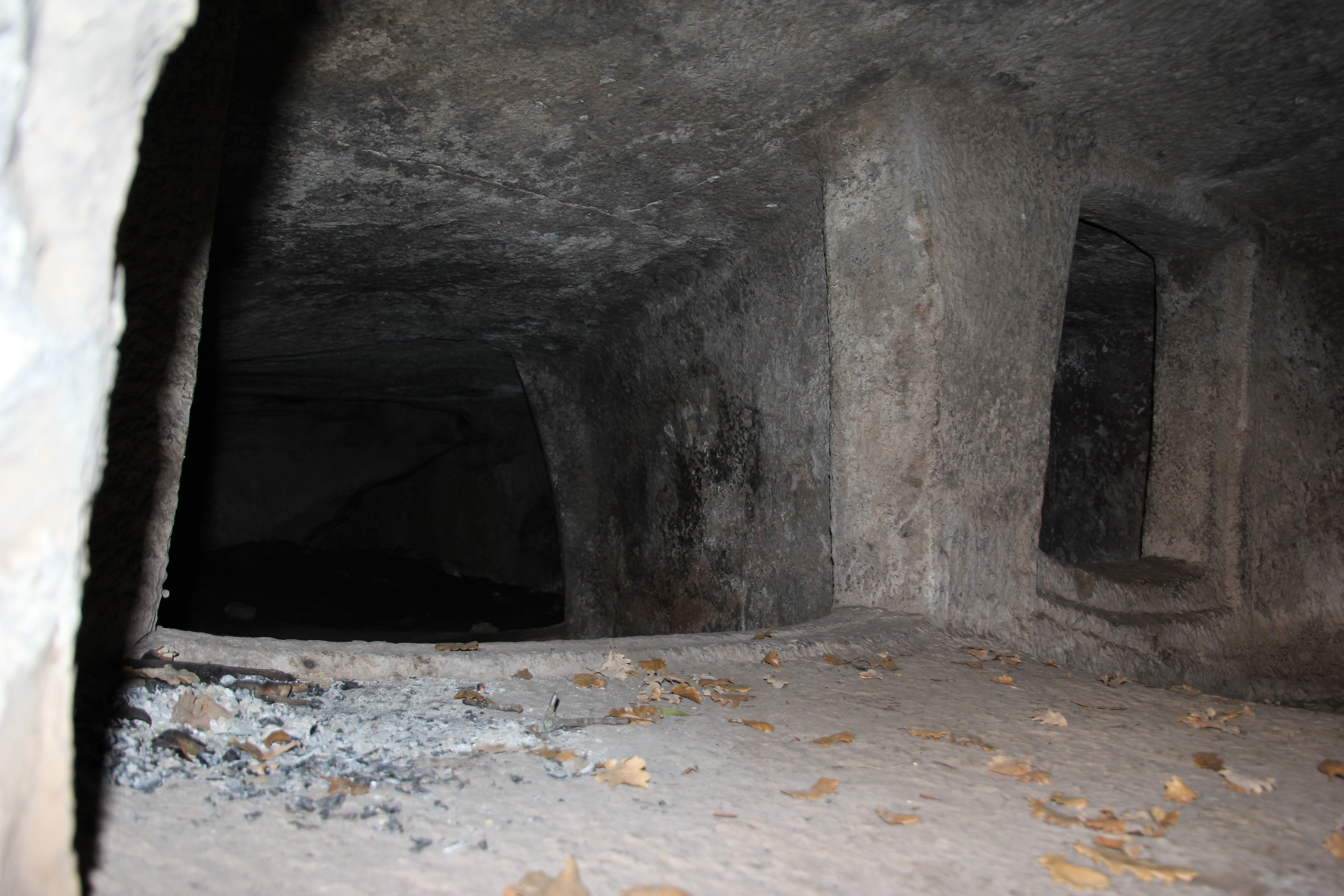

Der Komplex wurde von der endneolithischen (3500–2900 v. Chr.) Ozieri-Kultur errichtet und eventuell in byzantinischer Zeit wieder genutzt.